# قاو شنغ
قاو شنغ (بالصينية: 高升) هو مدرب كرة قدم ولاعب كرة قدم صيني في مركز الوسط، ولد في 10 مايو 1962 في شنيانغ في الصين. شارك مع منتخب الصين لكرة القدم. أما مع النوادي، فقد لعب مع كاواساكي فرونتال.

## وصلات خارجية
- قاو شنغ على موقع الاتحاد الدولي (مؤرشف)  (الإنجليزية)
- قاو شنغ على موقع قاعدة بيانات كرة القدم.إي يو (الإنجليزية)
- قاو شنغ على موقع ناشيونال فوتبول تيمز (الإنجليزية)
- قاو شنغ على موقع أوليمبيديا (الإنجليزية)